# Döğüşbelen, Köyceğiz
Döğüşbelen là một xã thuộc huyện Köyceğiz, tỉnh Muğla, Thổ Nhĩ Kỳ. Dân số thời điểm năm 2011 là 1.458 người.